# Hardemo tingslag
Hardemo tingslag var ett tingslag i Örebro län i Västernärkes domsaga. 
Tingslaget inrättades 1680 och uppgick 1906 i Kumla, Grimstens och Hardemo tingslag.

## Omfattning

### Socknarna i häraderna
- Hardemo härad